# Synagoge (Duppigheim)

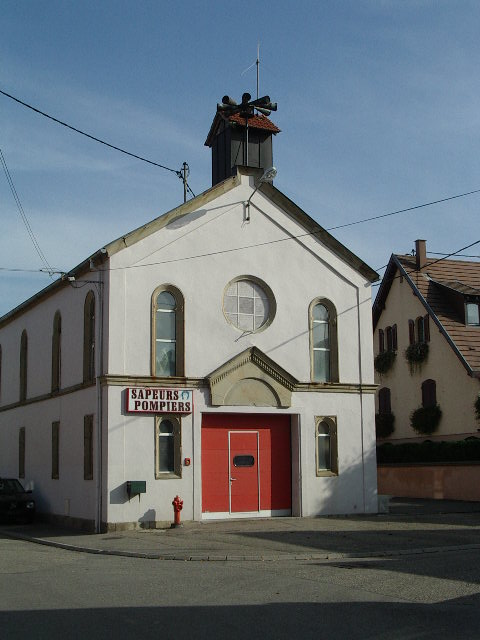
Synagoge in Duppigheim, 2004

Die Synagoge in Duppigheim, einer französischen Gemeinde im Département Bas-Rhin in  der historischen Region Elsass, wurde 1877 erbaut.

## Geschichte
Bevor die neue Synagoge 1877 erbaut wurde, existierte eine ältere aus dem Jahr 1780. Heute befindet sich das Feuerwehrhaus in dem Gebäude, wobei das Äußere des Bauwerks erhalten blieb. Die Rundbogenfenster und der Okulus lassen den ehemaligen Sakralbau erkennen.